# Карпентер, Джон
Джон Го́вард Ка́рпентер (англ. John Howard Carpenter; род. 16 января 1948, Картидж, Нью-Йорк) — американский кинорежиссёр, сценарист, продюсер и кинокомпозитор. На протяжении почти сорокалетней кинокарьеры Карпентер снял ряд фильмов в жанрах ужасов и научной фантастики, некоторые из которых получили мировое признание и культовый статус. Будучи независимым режиссёром, он снял свой первый полнометражный фильм «Тёмная звезда» в 1974 году, когда ему было всего 25 лет. Два года спустя он снял боевик «Нападение на 13-й участок». Ещё спустя два года, в 1978 году, вышел фильм ужасов «Хэллоуин», он имел большой кассовый успех, а также очень положительные отзывы критиков. После этого Джон Карпентер стал считаться одним из самых прибыльных режиссёров и началась его карьера в Голливуде.
Фильмы Карпентера часто были малобюджетными, они выделяются отсутствием изысков в операторской работе, а также минималистичной музыкой, которую Карпентер написал сам к подавляющему большинству своих фильмов. За музыку к фильму «Вампиры» он получил премию «Сатурн» в 1999 году. Его стиль и влияние на жанр послужили тому, что режиссёр получил статус «мастера ужасов». Его музыка оказала большое влияние на формирование жанра синтвейв.
Сегодня многие из его фильмов стали эталонами фильмов ужасов и научной фантастики, в том числе «Туман», «Побег из Нью-Йорка», «Нечто», «Кристина», «Большой переполох в маленьком Китае», «Чужие среди нас» и «В пасти безумия». Хотя не все из них на момент выхода на экраны получили признание критиков, но впоследствии стали культовыми фильмами, а сам Карпентер признан одним из самых талантливых и влиятельных режиссёров своего времени.

## Биография

### Юность

#### Любовь к кино
Джон Говард Карпентер родился 16 января 1948 года в городке Картидж, штат Нью-Йорк, США в семье Милтон Джин и Говарда Ральфа Карпентера. В возрасте четырёх лет молодой Джон открыл для себя кино благодаря своей матери, которая привела его на показ «Африканской королевы», приключенческого фильма, снятого Джоном Хьюстоном. Завороженный изображением на экране и техникой съёмки, Джон очень ценит этот первый опыт в дальнейшем старается всё свободное время проводить в кинотеатре. В среднем Джон смотрит два-три фильма каждую неделю. Карпентер посещает все виды кинопоказов. Он даже ходит на «утренники», те показы, которые в 1950-х и 1960-х годах предлагали два фильма по цене одного во второй половине дня. Карпентер довольно быстро осознаёт, что фильмы ужасов, фантастические фильмы и вестерны это его любимые жанры. «Оно пришло из далёкого космоса» и «Запретная планета», в частности, произведут очень сильное впечатление на Джона.

#### Первые короткометражные фильмы
Вырос в штате Кентукки, в городе Боулинг-Грин. Карпентер учился сначала в Западном университете Кентукки, где его отец возглавлял музыкальный факультет, а затем в Университете Южной Каролины, где он ещё студентом выступил в качестве сценариста (совместно с продюсером Джоном Лонгенекером) и монтажёра короткометражного фильма «Возвращение Бронко Билли», который выиграл «Оскар» в 1970 году.
Снимать Карпентер начал ещё в восемь лет, пытаясь домашней кинокамерой сделать фантастический фильм под названием «Гордон — космическое чудовище!» (Gordon The Space Monster!), а в 1971 году вместе со своим товарищем по студенческой скамье Дэном О’Бэнноном (Dan O’Bannon) он делает короткометражную фантастическую комедию «Тёмная звезда», которая позднее «выросла» в полнометражный фильм с бюджетом в 60 тыс. долларов и вышла на экраны в 1974 году. Через два года в кинотеатрах появляется следующая работа режиссёра — полицейский фильм «Нападение на 13-й участок», а в промежутке перед этими фильмами Джон Карпентер собрал вокруг себя ещё двоих таких же молодых режиссёров Томми Ли Уоллеса (Tommy Lee Wallace) и Ника Кастла (Nick Castle) и создал музыкальную группу «The Coupe de Villes».
Следующей своей картиной «Хэллоуин» (1978) Карпентер не только дал старт целому циклу картин, но и привнес в американский кинематограф новый жанр в фильмах ужасов — «слэшер» (англ. slasher), который можно перевести как «потрошилка». «Хэллоуин» представляет собой страшный фильм о маньяке-убийце, который сбежал из психбольницы и расправляется с жертвами во время Хэллоуина — Кануна Дня Всех Святых. Созданная с бюджетом в 320 тыс. долларов, картина сумела собрать в прокате 35 миллионов чистой прибыли, и тем самым на многие годы оставалась самым успешным в коммерческом плане фильмом, созданным на независимой студии. Спустя год, в 1979-м, после женитьбы на актрисе Эдриенн Барбо (Adrienne Barbeau), которая в 1983 году родила ему сына Коди (Cody Carpenter), режиссёр выпускает ещё один фильм ужасов «Туман» (1980), действие которого происходит в приморском городишке, атакованном силами зла. Хотя этот фильм был неоднозначно встречен критиками, ему сопутствовал коммерческий успех и, благодаря этому, с 1981 года в течение трёх лет Карпентер делает целую обойму фантастических лент.
Первая — «Побег из Нью-Йорка» (1981) — рассказывает о том, как ставший преступником ветеран Третьей Мировой войны, лейтенант спецвойск Unit Black Flight, самый молодой солдат, награждённый Президентом США двумя Пурпурными Сердцами за храбрость при операциях в Ленинграде и Сибири, С. Д. Боб «Змей» Плискин (также известный как Джон П), роль которого исполнил Курт Рассел (в дальнейшем Рассел ещё не раз будет сниматься у этого режиссёра и станет его хорошим другом), пойман и угрозами отправлен спасать взятого в заложники Президента США в тюремный район Манхэттен города Нью-Йорк. Этот фильм имел бюджет 6 миллионов долларов, которые с лихвой окупились уже в одной Америке (25 миллионов). Следующие проекты режиссёра были такие же успешные: «Нечто» (1982, по рассказу Джона Кэмпбелла «Кто там?»), «Кристина» (1983, экранизация известного романа Стивена Кинга) и романтическая картина «Человек со звезды» (1984).
В том же 1984 году Карпентер разводится со своей женой и в течение двух лет не занимается съёмками. Но уже в 1986 году он ставит фильм «Большой переполох в маленьком Китае» с Куртом Расселом в главной роли. В этой мистической ленте на фоне восточной атрибутики главный герой — обыкновенный водитель — попадает в центр противостояния могущественных магов, обосновавшихся на территории Чайна-таун в Сан-Франциско. А камнем преткновения всего переполоха была красивая китайская девушка с зелёными глазами. Эта картина оказалась большим коммерческим провалом режиссёра.
После «Переполоха» Карпентер разрывает контракты с крупными киностудиями. Он ставит фантастические ленты с невысоким бюджетом «Князь тьмы» (1987), «Они живут» (1988) и «Исповедь невидимки» (1992, с комиком Чеви Чейзом в главной роли). В 1990 году Карпентер женится на Сэнди Кинг (Sandy King). Брак оказывается удачным (супруги и по сей день живут вместе), а в творческом отношении у него наступает кризис. За пять лет он не выпускает ни одного полнометражного фильма, уйдя на телевидение, где снимает телесериал «Мешки для трупов» (1993), в котором выступает в роли мрачного и смешного патологоанатома, выступает в роли композитора и т. д.. Возврат Карпентера в большое кино происходит в 1995 году. Он снимает два фантастических фильма «В пасти безумия» и «Деревня проклятых», однако и они терпят коммерческое фиаско. Он выбивает солидный 50-миллионный бюджет на новый постапокалиптический фильм «Побег из Лос-Анджелеса» — опять с Расселом, вернувшимся во второй раз к роли «Змея» Плисскена. Но и эта картина с трудом смогла отбить лишь половину своего бюджета.
Эти удары сломили Карпентера, и он был вынужден снова работать с крупными студиями, согласившись на многомиллионные бюджеты и ограничение режиссёрских свобод. Потому следующие работы режиссёра отвечают всем канонам индустрии прибыльных фильмов. Таковыми являются мистический боевик «Вампиры» (1998) и космический фильм «Призраки Марса» (2001). После этого Карпентер на несколько лет вновь уходит на покой вплоть до 2005 года, когда он выступил продюсером ремейка своей же картины «Туман», объяснив своё вовлечение в проект в одном из интервью как «пришёл, поприветствовал всех и отправился домой».
В том же году он возвращается в режиссёрское кресло для съёмок эпизода антологии «Мастера ужасов» под названием «Сигаретный ожог».
Данный фильм был тепло встречен как критиками, так и фанатами режиссёра, которые сравнивали ленту с ранними работами Карпентера. В 2006 году Карпентер снял ещё один эпизод для второго сезона «Мастеров» — «Дитя демона». Сюжет серии повествует о молодой девушке, которая забеременела от демона и хочет сделать аборт, однако в этом ей мешают её фанатичный отец и три брата.
В 2010 году вышел первый со времён «Призраков Марса» крупный полнометражный фильм Джона Карпентера «Палата», главную роль в котором исполнила Эмбер Хёрд.
Лента получила сдержанные отзывы аудитории.
В том же году Карпентер выступил консультантом для компьютерной игры F.E.A.R. 3.
10 октября 2010 года режиссёру вручили награду за общие достижения всей жизни на фестивале Freak Show Horror Film Festival, а в конце того же месяца стало известно о том, что Джон возьмётся за экранизацию комикса Darkchylde.
Спустя несколько лет, 3 февраля 2015 года Карпентер, всегда отличавшийся своей любовью к сочинительству музыки, выпускает альбом оригинальных композиций (не звучавших ранее в саундтреках его фильмов) под названием Lost Themes, спродюсированный в сотрудничестве со своим сыном Коди Карпентером. Выпуск альбома сопровождался небольшим туром. В апреле 2016 года выходит новая пластинка под названием Lost Themes II. Релиз обоих альбомов отметился множеством положительных отзывов, олицетворяя возвращение режиссёра в форму на музыкальном поприще.
23 мая 2016 года стало известно о том, что Джон Карпентер выступит исполнительным продюсером нового фильма серии «Хэллоуин», выход которого намечен на октябрь 2018 года. Это первое с 1982 года возвращение режиссёра к франшизе спустя более чем 30 лет.

## Творчество
О Джоне Карпентере часто говорят, что он очарован второсортным кино. Но несмотря на эти мнения, Джон Карпентер безусловно обладает своим собственным стилем, который проявлялся и в сценарии, и в постановке фильма и особенно в художественной композиции визуального ряда. Фирменная «картинка» Карпентера — это минимальное, но цветное и яркое освещение, вкупе с применением технологии стэдикам. Карпентер отдаёт предпочтение широкоэкранной съёмке, в связи с чем практически все его фильмы, выпущенные для большого экрана, сняты в анаморфном формате с соотношением 2,35:1 и выше.
Карпентер часто говорил, что большое влияние на него оказали Альфред Хичкок и Говард Хоукс. Любимым актёром Карпентера можно считать Курта Расселла, снявшегося во многих его фильмах. Лучшим фильмом Карпентера считается фильм «Хэллоуин», который фактически положил начало жанру слэшеров. В творчестве Карпентера часто фигурировала тема апокалипсиса, он снял несколько фильмов в стиле постапокалиптики, среди которых нужно отметить «Побег из Нью-Йорка» и «Побег из Лос-Анджелеса». Широко известен также фильм Карпентера «Нечто», снятый в жанре фантастики.
Фильмы Карпентера часто дополнены характерной музыкой, сочинённой самим режиссёром и исполненной на синтезаторе. Карпентер подчеркнул, что интерес и любовь к музыке была вызвана его отцом, который преподавал музыкальную теорию.
В дальнейшем этот интерес лишь усилился, благодаря чему режиссёр лично написал саундтрек почти ко всем своим фильмам. Многие из композиций Джона Карпентера были признаны «культовыми», а выпущенные саундтреки — редкими в среде музыкальных коллекционеров.
На протяжении нескольких лет Карпентер тесно сотрудничал со своим другом Аланом Ховартом, который взял на себя всю техническую составляющую записи композиций, позволив Карпентеру сосредоточиться на непосредственном творческом процессе.
Интерес композитора к музыке возобновился вновь на волне выпуска сольного альбома Lost Themes.
Вклад в киноиндустрию и наследие Джона Карпентера были неоднократно отмечены и признаны. Многие фильмы Карпентера неоднократно переиздавались в специальных вариантах с бонусами и комментариями самого режиссёра. Карпентеру посвящено несколько документальных фильмов, включая John Carpenter: The Man and His Movies и специальную ретроспективу, выпущенную American Cinematheque в 2002 году. В 2006 году фильм Карпентера «Хэллоуин» был включён в Национальный реестр фильмов США, как имеющий «культурное наследие».
В 2010 году Карпентер появился в трёх эпизодах серии документальных фильмов A History of Horror.
Множество кинодеятелей и известных личностей называли Карпентера и его работы в числе своих главных вдохновителей. Среди них своим кумиром режиссёра называли Джефф Николс, Джек Томас, Марвин Крен, Гильермо Дель Торо, Квентин Тарантино и другие. Создатели игры Dead Space 3 называли в качестве источников вдохновения киноленты «Хэллоуин», «Туман» и «Нечто», в то время как сам режиссёр высказывал интерес в создании экранизации игры.
Отдельные фильмы, такие как «Специальный полуночный выпуск» и «Blood Glaciers» назывались своими создателями в качестве дани уважения или переосмысления работ Карпентера.

## Фильмография

### Фильмы

#### Полнометражные фильмы
| Год  | Русское название                    | Оригинальное название              | Режиссёр | Сценарист | Продюсер       |
| ---- | ----------------------------------- | ---------------------------------- | -------- | --------- | -------------- |
| 1974 | Тёмная звезда                       | Dark Star                          | Да       | Да        | Да             |
| 1976 | Нападение на 13-й участок           | Assault on Precinct 13             | Да       | Да        |                |
| 1978 | Глаза Лауры Марс                    | Eyes of Laura Mars                 |          | Да        |                |
| 1978 | Хэллоуин                            | Halloween                          | Да       | Да        |                |
| 1980 | Туман                               | The Fog                            | Да       | Да        |                |
| 1981 | Побег из Нью-Йорка                  | Escape from New York               | Да       | Да        |                |
| 1981 | Хэллоуин 2                          | Halloween II                       |          | Да        | Да             |
| 1982 | Хэллоуин 3: Время ведьм             | Halloween III: Season of the Witch |          |           | Да             |
| 1982 | Нечто                               | The Thing                          | Да       |           |                |
| 1983 | Кристина                            | Christine                          | Да       |           |                |
| 1984 | Человек со звезды                   | Starman                            | Да       |           |                |
| 1984 | Филадельфийский эксперимент         | Philadelphia Experiment            |          |           | Исполнительный |
| 1986 | Большой переполох в маленьком Китае | Big Trouble in Little China        | Да       |           |                |
| 1986 | Восход «Чёрной луны»                | Black Moon Rising                  |          | Да        | Исполнительный |
| 1987 | Князь тьмы                          | Prince of Darkness                 | Да       | Да        |                |
| 1988 | Чужие среди нас                     | They Live                          | Да       | Да        |                |
| 1992 | Исповедь невидимки                  | Memoirs of an Invisible Man        | Да       |           |                |
| 1994 | В пасти безумия                     | In the Mouth of Madness            | Да       |           |                |
| 1995 | Деревня проклятых                   | Village of the Damned              | Да       |           |                |
| 1996 | Побег из Лос-Анджелеса              | Escape from L.A.                   | Да       | Да        |                |
| 1998 | Вампиры                             | Vampires                           | Да       |           |                |
| 2001 | Призраки Марса                      | Ghosts of Mars                     | Да       | Да        |                |
| 2002 | Вампиры 2: День мёртвых             | Vampires: Los Muertos              |          |           | Исполнительный |
| 2005 | Туман                               | The Fog                            |          |           | Да             |
| 2010 | Палата                              | The Ward                           | Да       |           |                |
| 2018 | Хэллоуин                            | Halloween                          |          |           | Исполнительный |
| 2021 | Хэллоуин убивает                    | Halloween Kills                    |          |           | Исполнительный |
| 2022 | Хэллоуин заканчивается              | Halloween Ends                     |          |           | Исполнительный |
| TBA  | Побег из Нью-Йорка                  | Escape from New York               |          |           | Исполнительный |

#### Короткометражные фильмы
| Год  | Фильм                             | Режиссёр | Сценарист | Продюсер |
| ---- | --------------------------------- | -------- | --------- | -------- |
| 1962 | Revenge of the Colossal Beasts    | Да       |           |          |
| 1963 | Terror from Space                 | Да       |           |          |
| 1969 | Warrior and the Demon             | Да       |           |          |
| 1969 | Sorceror from Outer Space         | Да       |           |          |
| 1969 | Gorgo Versus Godzilla             | Да       |           |          |
| 1969 | Gorgon, the Space Monster         | Да       |           |          |
| 1969 | Captain Voyeur                    | Да       | Да        | Да       |
| 1970 | The Resurrection of Broncho Billy |          | Сюжет     |          |

### Телевидение
| Год     | Русское название          | Оригинальное название  | Режиссёр | Сценарист | Исполнительный продюсер | Примечания                                            |
| ------- | ------------------------- | ---------------------- | -------- | --------- | ----------------------- | ----------------------------------------------------- |
| 1978    | Зума Бич                  | Zuma Beach             |          | Да        |                         | Телефильмы                                            |
| 1978    | Кто-то следит за мной     | Someone’s Watching Me  | Да       | Да        |                         | Телефильмы                                            |
| 1979    | Элвис                     | Elvis                  | Да       |           |                         | Телефильмы                                            |
| 1979    | Лучше поздно, чем никогда | Better Late Than Never |          | Да        |                         | Телефильмы                                            |
| 1990    | Дьявол                    | El Diablo              |          | Да        |                         | Телефильмы                                            |
| 1991    | Кровавая река             | Blood River            |          | Да        |                         | Телефильмы                                            |
| 1993    | Мешки для трупов          | Body Bags              | Да       |           | Да                      | Телефильм, 2 сегмента                                 |
| 1999    | Бесшумные хищники         | Silent Predators       |          | Да        |                         | Телефильм                                             |
| 2005-06 | Мастера ужасов            | Masters of Horror      | Да       |           |                         | Эпизоды «Сигаретные ожоги», «Дитя демона» («Пролайф») |

## Награды и номинации
| Категория                                                      | Год                                                  | Фильм                                                | Итог                                                 |
| Премия «Сатурн» («Золотой свиток» с 1973 по 1977 г.)           | Премия «Сатурн» («Золотой свиток» с 1973 по 1977 г.) | Премия «Сатурн» («Золотой свиток» с 1973 по 1977 г.) | Премия «Сатурн» («Золотой свиток» с 1973 по 1977 г.) |
| -------------------------------------------------------------- | ---------------------------------------------------- | ---------------------------------------------------- | ---------------------------------------------------- |
| Лучшие спецэффекты                                             | 1976                                                 | «Тёмная звезда»                                      | Награда                                              |
| Лучший режиссёр                                                | 1982                                                 | «Побег из Нью-Йорка»                                 | Номинация                                            |
| Лучшая музыка                                                  | 1987                                                 | «Большой переполох в маленьком Китае»                | Номинация                                            |
| Лучшая музыка                                                  | 1988                                                 | «Князь тьмы»                                         | Номинация                                            |
| Лучшая музыка                                                  | 1990                                                 | «Чужие среди нас»                                    | Номинация                                            |
| Награда имени Джорджа Пэла                                     | 1996                                                 |                                                      | Награда                                              |
| Лучшая музыка                                                  | 1999                                                 | «Вампиры»                                            | Награда                                              |
| Кинофестиваль в Авориазе                                       |                                                      |                                                      |                                                      |
| Приз критики                                                   | 1979                                                 | «Хэллоуин»                                           | Награда                                              |
| Приз критики                                                   | 1980                                                 | «Туман»                                              | Награда                                              |
| Гран-при                                                       | 1984                                                 | «Кристина»                                           | Номинация                                            |
| Приз критики                                                   | 1988                                                 | «Князь тьмы»                                         | Награда                                              |
| Кинофестиваль «Fantasporto»                                    |                                                      |                                                      |                                                      |
| Лучший фильм                                                   | 1989                                                 | «Чужие среди нас»                                    | Номинация                                            |
| Лучший фильм                                                   | 1993                                                 | «Исповедь невидимки»                                 | Номинация                                            |
| Лучший фильм                                                   | 1994                                                 | «Мешки для трупов» (ТВ)                              | Номинация                                            |
| Лучший фильм                                                   | 1995                                                 | «В пасти безумия»                                    | Номинация                                            |
| Приз критики                                                   | 1995                                                 | «В пасти безумия»                                    | Награда                                              |
| Премия Эдгара Аллана По                                        |                                                      |                                                      |                                                      |
| Лучший телефильм или мини-сериал                               | 1979                                                 | «Кто-то следит за мной» (ТВ)                         | Номинация                                            |
| Премия Брэма Стокера                                           |                                                      |                                                      |                                                      |
| Other Media (for the soundtrack)                               | 1999                                                 | «Вампиры»                                            | Номинация                                            |
| Lifetime Achievement Award                                     | 2007                                                 |                                                      | Награда                                              |
| Премия CableACE Award                                          |                                                      |                                                      |                                                      |
| Writing a Movie or Miniseries                                  | 1991                                                 | «Дьявол» (ТВ) / El Diablo                            | Награда                                              |
| Los Angeles Film Critics Association Awards                    |                                                      |                                                      |                                                      |
| New Generation Award                                           | 1979                                                 |                                                      | Награда                                              |
| Премия «Небьюла» (Американская ассоциация писателей-фантастов) |                                                      |                                                      |                                                      |
| Лучший драматический сценарий                                  | 1976                                                 | «Тёмная звезда»                                      | Номинация                                            |
| Международный кинофестиваль в Каталонии                        |                                                      |                                                      |                                                      |
| Лучший фильм                                                   | 1995                                                 | «Деревня проклятых»                                  | Номинация                                            |
| Лучший фильм                                                   | 2001                                                 | «Призраки Марса»                                     | Номинация                                            |
| Лучший фильм                                                   | 2006                                                 | «Сигаретный ожог» (эпизод сериала «Мастера ужасов»)  | Номинация                                            |
| Carnet Jove — Special Mention                                  | 2006                                                 | «Сигаретный ожог» (эпизод сериала «Мастера ужасов»)  | Награда                                              |
| Time-Machine Honorary Award                                    | 2008                                                 |                                                      | Награда                                              |

## Журналы
- John Carpenter: Hors-série collection réalisateurs // Mad Movies. — 2001. — № 1. — С. 145.